# غايال وانس أغين
غايال وانس أغين (بالإنجليزية: Ghayal: Once Again)‏ هو فيلم درامي أكشن باللغة الهندية صدر عام 2016 من إخراج سوني ديول. الفيلم وهو تكملة مباشرة لفيلم غايال، من بطولة سوني ديول، أوم بوري، سهى علي خان، شيفام باتيل، ريشابه أرورا، أبهيلاش كومار، نيها خان، آنشال مونجال وناريندرا جها

## الحبكة
بعد أحداث الفيلم السابق، يتم إطلاق سراح أجاي ميهرا من السجن ويبدأ مهنة جديدة كمراسل لصحيفة مستقلة. كما يعمل أيضًا كحارس يساعد الشرطة في قضاياهم التي يصعب مقاضاتها (بما في ذلك القضايا التي يكون فيها المتهمون أعضاء بارزين ومؤثرين في المجتمع). وتتعلق إحدى هذه الحالات بمراسلة بلدة صغيرة تدعى رينو، والتي تم تخديرها والاعتداء عليها من قبل قطب الإعلام أديتيا راجورو. انتحرت رينو وقام رجال راجورو بتغطية الأمر، مما أدى إلى تورط صديقها البريء. يتدخل أجاي ويختطف راجورو، وسرعان ما يحصل على الحمض النووي الخاص به بالقوة. تم القبض على راجورو بعد ذلك وتم إعلان أجاي بطلاً مثيراً. ومع ذلك، لا يزال أجاي يعاني من نوبات القلق بسبب الذكريات المؤلمة لماضيه، وتساعده صديقته الطبيبة النفسية ريا في حل مشاكله.
تقاعد جو ديسوزا وهو الآن ناشط اجتماعي. أجاي يتعاون معه في كثير من الأحيان ويساعده. لكن ديسوزا قُتل في حادث مروري في بانفيل. تشعر المدونة زويا سيجال بالصدمة عندما تكتشف أن جو قد قُتل بالرصاص. لقد نجحت عن طريق الخطأ في تصوير جريمة القتل التي ارتكبها كابير راج بانسال، نجل قطب الأعمال راج بانسال. تصاب زوييا وأصدقاؤها بالذعر ويريدون أخذ الفيديو إلى الشرطة، لكن جد أنوشكا صديقة زوييا يستنتج أن راج بانسال هو من خطط لحادث الطريق (حيث قُتل 8 أشخاص أبرياء آخرين) ويوقفهم، بسبب قوة بانسال. وكشفت التقارير أيضًا أن ديسوزا زار راج بانسال واتهمه بشكل مباشر بالاستيلاء غير القانوني على الأراضي. حاول بانسال رشوته، لكن نشأ جدال، حيث أطلق كابير النار على ديسوزا في نوبة غضب وتم التغطية على الحادث.
يدرك بانسال أن كابير لا يزال طفلاً شقيًا ويقرر تسجيله في مدرسة عسكرية. وبناءً على نصيحة جدها، سلمت أنوشكا الفيديو إلى محامي والد صديقهما روهان، كريبلاني، من أجل ضمان بقاء الأطفال في أمان. ومع ذلك، فإن كريبلاني يعيد الفيديو بهدوء إلى بانسال ويدرك روهان أن والده قد تخلى عن الفيديو وبالتالي يحث زويا على الوصول إلى أجاي ميهرا. بينما يسرع الأطفال للوصول إلى أجاي، يتم اعتراضهم من قبل بلطجية بانسال. يبدأ المطاردة وينقذ أجاي الأطفال ويستعيد الفيديو. تأخذ ريا الأطفال إلى المستشفى، ولكن يتم اختطافهم مرة أخرى من قبل رجال بانسال. يكتشف أجاي أن أنوشكا هي ابنته لأن جدها احتفظ بالسر لحمايتها من ماضي أجاي. كابير يعذب الأطفال حتى بانسال، الذي سئم من نوبات غضب ابنه، يحذره من الابتعاد.
بانسال يمسك أنوشكا ويطلق سراح الأطفال الآخرين. ويخبر أجاي أن ابنته ستبقى من الآن فصاعدًا مع بانسال من أجل ضمان سلامة كابير. تعترض والدة بانسال، لكن بانسال، الذي وقع في صراع أخلاقي، يلوح لها بعيدًا. بانسال يأمر وزير الداخلية بإلقاء القبض على أجاي. يتغلب أجاي على رجال الشرطة ويشن هجومًا على قصر بانسال لإنقاذ أنوشكا. بعد قتال عنيف، أنقذ أجاي عائلة بانسال التي أصبحت محاصرة بين الأنقاض. ثم يذهب أجاي إلى هبوط المروحية، حيث يرى كابير يعذب أنوشكا ويضربه. كان على وشك قتله عندما اعتذر بانسال لأجاي وأنوشكا حيث سلم نفسه للشرطة مع كابير. أجاي وأنوشكا يتعافيان في المستشفى محاطين بأصدقائهما.

## الممثلون
- ساني ديول في دور أجاي ميهرا
- سهى علي خان في دور الدكتورة ريا
- شيفام باتيل في دور روهان كريبلاني
- آنشال مونجال في دور أنوشكا ميهرا
- ديانا خان في دور زويا سيجال
- ريشاب أرورا في دور فارون / فاتو
- أوم بوري في دور ضابط الشرطة جو ديسوزا
- ناريندرا جها في دور راج بانسال
- مانوج جوشي في منصب وزير الداخلية كاكا صاحب
- تيسكا شوبرا في دور شيتال بانسال
- يو يو هوني سينغ في دور الشرير بيندو
- روهانيكا داوان في دور أنانيا بانسال
- ساشين خيديكار في دور المحامي سانجيف كريبلاني
- راميش ديو في دور كولكارني
- سريجيتا غوش في دور رينو
- جيتن موكي في دور جاجيندرا
- هينا رايفار في دور سميتا
- كومال راج في دور رادها
- فاروق سعيد في دور سليم
- أنيشا هندوجا في دور سلمى
- رايمون سينغ في دور مامتا كريبلاني
- نادرة بابار في دور سيتا بانسال
- ابهيلاش كومار في دور كبير بانسال
- ذاكر حسين في دور مفوض الشرطة أشرف إقبال
- ساتياجيت بوري في دور النور
- هارش تشايا بدور أديتيا راجورو
- سراج أهلاوات في دور DCP سوراب سينها
- سوشانت شارما في دور أرجون
- سوتشينيت سينغ
- أشيش تيواري في دور ترينتيرا تيواري
- لاكشيا هاندا في دور فيكي أوبيروي
- نيها خان
- سيباستيان فاندينبيرج في دور تروي

## الموسيقى التصويرية
جميع الأغاني من تأليف شانكار-إحسان-لوي وكلمات أميتاب باتاتشاريا.
| لا.             | عنوان                 | المغني(ون)                                  | طول  |
| --------------- | --------------------- | ------------------------------------------- | ---- |
| 1.              | "لاباك جهاباك"        | أرمان مالك، سيدارت ماهاديفان ‏، ياشيتا شارما | 4:15 |
| 2.              | "خودا هاي تيري أندار" | أريجيت سينغ                                 | 5:12 |
| الطول الإجمالي: | الطول الإجمالي:       | الطول الإجمالي:                             | 9:27 |

## روابط خارجية
- غايال وانس أغين على موقع IMDb (الإنجليزية)
- غايال وانس أغين على موقع روتن توميتوز (الإنجليزية)
- غايال وانس أغين على موقع نتفليكس (الإنجليزية)
- غايال وانس أغين على موقع قاعدة بيانات الأفلام العربية
- غايال وانس أغين على موقع ألو سيني (الفرنسية)
- غايال وانس أغين على موقع قاعدة بيانات الفيلم (الإنجليزية)
- غايال وانس أغين على موقع ليتربوكسد (الإنجليزية)
- غايال وانس أغين على موقع كينوبويسك (الروسية)